# José María de Peralta y La Vega
José María de Peralta y de la Vega (Jaén, España, 28 de septiembre de 1763 - Cartago, Costa Rica, 7 de agosto de 1836) fue un político costarricense de origen español. Presidente de la Junta Gubernativa de Costa Rica de julio a octubre de 1823 y del Congreso Provincial de abril a mayo de 1823.

## Datos personales
Nació en Jaén, España, el 28 de septiembre de 1763, en el seno de una familia aristocrática. Sus padres fueron Sebastián José de Peralta y Barrios (1735-1800) y Antonia de la Vega y Castañeda, quienes casaron en 1754. Un tío abuelo suyo, Juan Tomás de Peralta y Franco de Medina, fue el primer titular del Marquesado de Peralta, que le fue otorgado en 1738 por el Emperador del Sacro Imperio Romano Carlos VI.
Partió de España en 1777, al servicio de monseñor Esteban Lorenzo de Tristán y Esmenola, recién nombrado Obispo de Nicaragua y Costa Rica, pues su familia deseaba que siguiese la carrera eclesiástica. Acompañó al prelado en su visita episcopal a Costa Rica en 1782, y decidió radicarse definitivamente en la ciudad de Cartago.
Contrajo primeras nupcias en Cartago el 12 de abril de 1783 con Ana Benita Nava López del Corral (fallecida el 11 de marzo de 1812), hija del Gobernador José Joaquín de Nava y Cabezudo y Joaquina López del Corral y Arburola. De este matrimonio nacieron  José Francisco de Peralta y López del Corral, Manuel María de Peralta y López del Corral, José Mercedes de Peralta y López del Corral, Sinforosa, Nicolás, Pedro, Francisco Javier, María Bartola, José María, Telésforo y Gertrudis de Peralta y López del Corral.
Casó en segundas nupcias en la misma ciudad el 29 de octubre de 1816 con Ana Basilia de Alvarado y Oreamuno (1792-1865), hija de José Rafael de Alvarado y Baeza y Joefa Bartola de Oreamuno y Alvarado. De este matrimonio nacieron Joaquín Esteban, María Águeda, Magdalena, Mercedes, Bernardino, Francisco Manuel y María Inés de Peralta y Alvarado.
Declarado Benemérito de la Patria por el Ayuntamiento Constitucional según artículo 2°, sesión 57 de 3 de noviembre de 1823.

## Primeros cargos públicos
Fue procurador síndico de Cartago en 1785 y alcalde de la Santa Hermandad en 1787. En 1788 empezó a laborar en la Factoría de Tabacos de Costa Rica, donde desempeñó los cargos de oficial segundo de Almacenes (1788-1789), fiel de Almacenes (1789-1792 y 1797-1808) e interventor (1831-1834)). Fue alcalde primero de Cartago en 1808, 1809 y 1815; procurador síndico en 1811 y 1814 y Regidor en 1821. También participó en las milicias de Costa Rica y llegó a alcanzar el grado de capitán.

## Miembro y Presidente de la Junta Superior Gubernativa
En enero de 1822 fue elegido como  miembro de la Junta Superior Gubernativa que habría de gobernar Costa Rica durante ese año. Fue presidente de la Junta del 15 de julio al 17 de octubre de 1822 y también le correspondió presidirla interinamente del 22 de noviembre al 9 de diciembre de 1822, por enfermedad del presidente José Rafael de Gallegos y Alvarado.

## Presidente del Congreso Provincial
En 1823 fue elegido como diputado al Congreso Provincial Constituyente. Este Congreso lo designó en marzo de 1823 para el cargo de Jefe Político de Costa Rica, que habría de desempeñar hasta 1831, y cuyas responsabilidades equivalían a las de un ministro de Gobernación.
Como presidente del Congreso brevemente ejerció el mando supremo de Costa Rica del 16 de abril al 10 de mayo de 1823, por haberse separado del poder el comandante general Gregorio José Ramírez y Castro. Poco después entregó el mando a la tercera Junta Superior Gubernativa, presidida por el presbítero Manuel Alvarado e Hidalgo.

## Cargos posteriores
Además de desempeñar el cargo de jefe político, fue ministro general del Estado de 1824 a 1825. Se jubiló del servicio público en 1835.

## Fallecimiento y otros datos
Murió en Cartago, Costa Rica, el 7 de agosto de 1836. 
Su nieto Manuel María de Peralta y Alfaro fue uno de los más renombrados diplomáticos e historiadores de Costa Rica. Declarado Benemérito de la Patria por decreto del Congreso Constitucional con fecha 20 de junio de 1927 quien obtuvo de don Alfonso XII la rehabilitación del Título de Marqués de Peralta (R.O. 16 de agosto de 1883), Título otorgado por el emperador Don Carlos VI de Austria a Don Juan Tomás de Peralta y Franco de Medina (Tío abuelo de José María) en el año de 1738. Otro de sus descendientes, Hernán Gregorio Peralta Quirós, publicó en 1956 una biografía suya, titulada José María de Peralta. Otros de sus descendientes de reconocida actividad publica notoria en Costa Rica lo son sus hijos, los políticos Manuel Maria de Peralta y López del Corral; José Mercedes de Peralta y López del Corral, ambos, junto a su padre, firmantes del Acta de Independencia de Costa Rica; José Francisco de Peralta y López del Corral,(el Padre Peralta), Clérigo-Presbítero y Político, Benefactor de las juventudes pobres de Costa Rica, promotor de la educación; Francisco Javier de Peralta y López del Corral, Político y uno de los Caudillos de la Guerra de la Liga; Francisco Manuel de Peralta y Alvarado, cofundador y Presidente del Banco de la Unión (hoy Banco de Costa Rica). José María de Peralta, además, es descendiente directo de Mossén Pierrés de Peralta y Azagra (El viejo) fundador del linaje de Peralta en el Reino de Navarra, con posterioridad recibirían de los Reyes Católicos, por servicios a la Corona y lealtad, el título de marqués de Falces así como obsequio real la mítica espada La Tizona del Cid Campeador; Señores de Marcilla, Navarra, siendo su casa el Castillo de Marcilla, reducto de gran historia en la España Medieval.  Otro de sus tíos lo fue don Gastón de Peralta y Bosquet, III marqués de Falces y virrey de México. Un bisnieto suyo, el doctor Maximiliano Peralta y Jiménez (Dr. Max Peralta) fundó el Hospital de la ciudad de Cartago,Costa Rica, el cual lleva hoy su honor su nombre(mario max nava)